# 睦岡村
睦岡村（むつおかむら）は、千葉県山武郡（武射郡）にかつて存在した村である。
現在の山武市の北部にあたる。山武市立睦岡小学校などにその名をとどめる。

## 沿革
- 1889年（明治22年）4月1日 - 町村制施行に伴い、埴谷村、沖渡村、実門村、横田村、板川村、板中新田、中津田村、麻生新田、戸田村が合併して武射郡睦岡村が発足。
- 1897年（明治30年）4月1日 - 山辺郡、武射郡が統合されて山武郡となる。
- 1955年（昭和30年）1月1日 - 日向村と合併し、山武町を新設。同日睦岡村廃止。
- 2006年（平成18年）3月27日 - 山武町が成東町、松尾町、蓮沼村と合併し、山武市を新設。